# Desmotheca apiculata
Desmotheca apiculata là một loài Rêu trong họ Orthotrichaceae. Loài này được (Dozy & Molk.) Lindb. mô tả khoa học đầu tiên năm 1897.